# Coenagrion
Coenagrion es un género de odonato de la familia Coenagrionidae.

## Taxonomía
Coenagrion fue descrito por primera vez por el entomólogo inglés William Forsell Kirby y la descripción publicada en A synonymic catalogue of Neuroptera Odonata, or dragon-flies. With an appendix of fossil species 148-151 en 1890.

### Especies
- Coenagrion aculeatum Yu & Bu, 2007
- Coenagrion angulatum Walker, 1912
- Coenagrion armatum (Charpentier, 1840)
- Coenagrion australocaspicum Dumont & Heidari, 1996
- Coenagrion caerulescens (Fonscolombe, 1838)
- Coenagrion ecornutum (Selys, 1872)
- Coenagrion exclamationis (Fraser, 1919)
- Coenagrion glaciale (Selys, 1872)
- Coenagrion hastulatum (Charpentier, 1825)
- Coenagrion holdereri (Förster, 1900)
- Coenagrion hylas (Trybom, 1889)
- Coenagrion intermedium Lohmann, 1990
- Coenagrion interrogatum (Hagen, 1876)
- Coenagrion johanssoni (Wallengren, 1894)
- Coenagrion lanceolatum (Selys, 1872)
- Coenagrion lunulatum (Charpentier, 1840)
- Coenagrion lyelli (Tillyard, 1913)
- Coenagrion melanoproctum (Selys, 1876)
- Coenagrion mercuriale (Charpentier, 1840)
- Coenagrion ornatum (Selys, 1850)
- Coenagrion persicum Lohmann, 1993
- Coenagrion ponticum (Bartenef, 1929)
- Coenagrion puella (Linnaeus, 1758)
- Coenagrion pulchellum (Van der Linden, 1823)
- Coenagrion resolutum (Hagen, 1876)
- Coenagrion scitulum (Rambur, 1842)
- Coenagrion syriacum (Morton, 1924)
- Coenagrion terue (Asahina, 1949)